# أحمد آباد دينارك (قلعة خواجة)
أحمد آباد دينارك (بالفارسية: احمدآباد دینراک) هي منطقة سكنية تقع في إيران في قسم قلعة خواجة الريفي. يقدر عدد سكانها بـ 323 نسمة .